# Robert-Koch-Gymnasium (Deggendorf)
Das Robert-Koch-Gymnasium ist eines von zwei Gymnasien in der Stadt Deggendorf. Es befindet sich in unmittelbarer Nachbarschaft zur Wirtschaftsschule und den beiden Berufsschulen im Schulzentrum Deggendorf. Namensgeber ist der Mediziner und Mikrobiologe Robert Koch.

## Geschichte
Gegründet 1970 mit dem vorläufigen Namen „Gymnasium Deggendorf II“ war es das erste naturwissenschaftlich orientierte Gymnasium im Landkreis Deggendorf.
Ab dem Schuljahrgang 2007/2008 wurde zusätzlich die wirtschafts- und sozialwissenschaftliche Ausrichtung aufgenommen.
Das Robert-Koch-Gymnasium ist seit dem September 2013 eine Offene Ganztagsschule.

## Lehrangebot
Die Fremdsprache Englisch ist ab der fünften Jahrgangsstufe verpflichtend; ab der sechsten Jahrgangsstufe kann zwischen Latein oder Französisch gewählt werden. In der zehnten Jahrgangsstufe kann Italienisch oder Spanisch anstelle der bisherigen zweiten Fremdsprache gewählt werden.
Das Robert-Koch-Gymnasium bietet zwei Ausbildungszweige:
- Naturwissenschaftlich-technologisches Gymnasium: Ab der achten Jahrgangsstufe bilden Physik und Chemie den Schwerpunkt; Informatik ist in der neunten und zehnten Jahrgangsstufe eigenständiges Pflichtfach.
- Wirtschafts- und sozialwissenschaftliches Gymnasium mit wirtschaftswissenschaftlichem Profil: Ab der achten Jahrgangsstufe zusätzliche Fokussierung auf die wirtschaftswissenschaftlichen Fächer Wirtschaft und Recht (Kernfach) sowie Wirtschaftsinformatik.

Seit 1996 wird Reiten als Schulsport an Gymnasien angeboten, seinerzeit erstmals in Bayern.
Seit dem Schuljahr 2014/15 gibt es eine Theaterklasse, in der neben dem nachmittäglichen Wahlunterricht dieses Fach auch in den Regelunterricht in den Kernfächern Deutsch, Englisch und Mathematik sowie in Kunsterziehung, Musik und Sport einbezogen wird.
Seit 2014 bietet die Schule das Wahlfach ICDL (für Schüler des wirtschafts- und sozialwissenschaftlichen Zweiges verpflichtend) an.
Das neu eingeführte Wahlfach Bogenschießen unterrichtet der Bundestrainer Oliver Haidn, der von Landau an das Robert-Koch-Gymnasium wechselte.
Etablierte Wahlfächer in den Bereichen Musik (Chor, Orchester, Big Band, Instrumentalunterricht), Naturwissenschaft/Technik (Pluskurs Mathematik, Robotikkurs, Gewässerökologie, Programmiersprache C) und Sport (Reiten, Showturnen, Tanztheater, Mannschaftssportarten) wie auch journalistisches Schreiben, Schulsanitätsdienst und Tutorenprogramme runden das Angebot der Schule ab.
Seit dem Schuljahr 2015/16 nahm das Gymnasium am Erprobungsversuch Mittelstufe Plus des bayerischen Kultusministeriums teil, in dem neben der Beibehaltung der bisherigen Mittelstufe in einen zusätzlichen Angebot die Jahrgangsstufen acht bis zehn um die neue Jahrgangsstufe 9+ erweitert und der Lehrstoff nun anstelle von drei auf vier Jahre verteilt wurde.
Die Schule bietet seit September 2017 ein Mentorenprogramm für Hochbegabte an.
Das Gymnasium ist als eine von 64 MINT-EC-Schulen in Bayern (Stand: 2024) berechtigt, Schülern das MINT-EC-Zertifikat zu erteilen.

## Partnerschulen
Das Robert-Koch-Gymnasium führt Austauschprogramme für Schüler mit folgenden Schulen durch:
- Italien: Liceo Linguistico Le Filandiere in San Vito al Tagliamento[8] (bis 2015 Liceo Istituto Coridoni-Campana in Osimo)
- Frankreich: Collège La Rochefoucauld in Liancourt/Oise
- USA: St.-Joseph-High-School in South Bend (Indiana)[9] und seit 2019 im zweijährigen Wechsel Clear Creek Amana High School in Tiffin (Iowa)[10] (bis 2012 Plano Senior High School bei Dallas)
- China: Senior High School in Jiangyin (seit 2001)
- La Réunion: Collège H. Hoarau in Rivière Saint-Louis (seit 2017)[11]

Des Weiteren ist es Lehrerpartnerschule:
- Tschechien: Gymnasium Strakonice

## Weitere Angebote und Erfolge
- Film: 2008 wurde beim „Filmgipfel“ (Internationales Festival für Schülerfilmgruppen) der Film „Die Folgen eines Missbrauchs“ in die Bestenliste aufgenommen.[12]
- Mathematik: Im Landeswettbewerb Mathematik 2005 erreichte das Gymnasium den 2. Preis.[13] In den Jahren 2012 bis 2016 gehörte das Robert-Koch-Gymnasium in diesem Wettbewerb immer zu den acht Landesbesten.[14]
- Sport: 2014 wurde die Eishockey-Mannschaft bayerischer Schul-Vizemeister. Im September 2009 konnte die Beachvolleyball-Schulmannschaft des Gymnasiums im Bundesfinale von Jugend trainiert für Olympia den ersten Platz erreichen,[15] nachdem bereits 2005 die bayerische Schulmeisterschaft im Volleyball gewonnen worden war.
- Theater: Die Schule richtete im Juli 1999 die 43. und vom 26. bis 29. Juli 2009 die 53. Theatertage der bayerischen Gymnasien aus.[16] Außerdem fanden mehrfach die Theatertage der niederbayerischen Gymnasien hier statt. In den Jahren 1998 und 2002 nahmen Theatergruppen der Schule mit den Produktionen „Der Taugenichts“ und „Das kalte Herz“ an den Theatertagen der bayerischen Gymnasien teil.[17]
- Deutscher Lehrerpreis 2013: Ein Team von 5 Lehrern erhielt für ihr Projekt „Nachhaltig Handeln – Solidarität zeigen“ den mit 1000 Euro dotierten Sonderpreis in der Kategorie „Lehrer: Unterricht innovativ“.
- Seit 2013 ist das Gymnasium eine Umweltschule in Europa.[18]
- Seit 1. Januar 2014 ist die Schule ein akkreditiertes ICDL-Testzentrum und damit berechtigt, Prüfungen im Rahmen des „europäischen Computerführerscheins“ abzunehmen.[19]
- Deutscher Klimapreis der Allianz Umweltstiftung 2014: Das Robert-Koch-Gymnasium erhielt einen der fünf mit jeweils 10.000 Euro dotierten Preise. Das Preisgeld wurde zumeist für die neue Photovoltaikanlage eines Kinderheims in Port-au-Prince mit 36 betreuten Kindern eingesetzt; für das Projekt konnten weitere Sponsoren als Multiplikatoren gewonnen werden.[20] Weitere Mittel wurden für Solarkocher auf Haiti verwendet.[21]
- Schule ohne Rassismus – Schule mit Courage: Das Gymnasium ist seit April 2015 Partnerschule.[22]
- Am 18. Juli 2016 besuchte Bundestagspräsident Norbert Lammert die Schule, um mit Oberstufen-Schülern der beiden Deggendorfer Gymnasien zu diskutieren.[23]

## Neubau

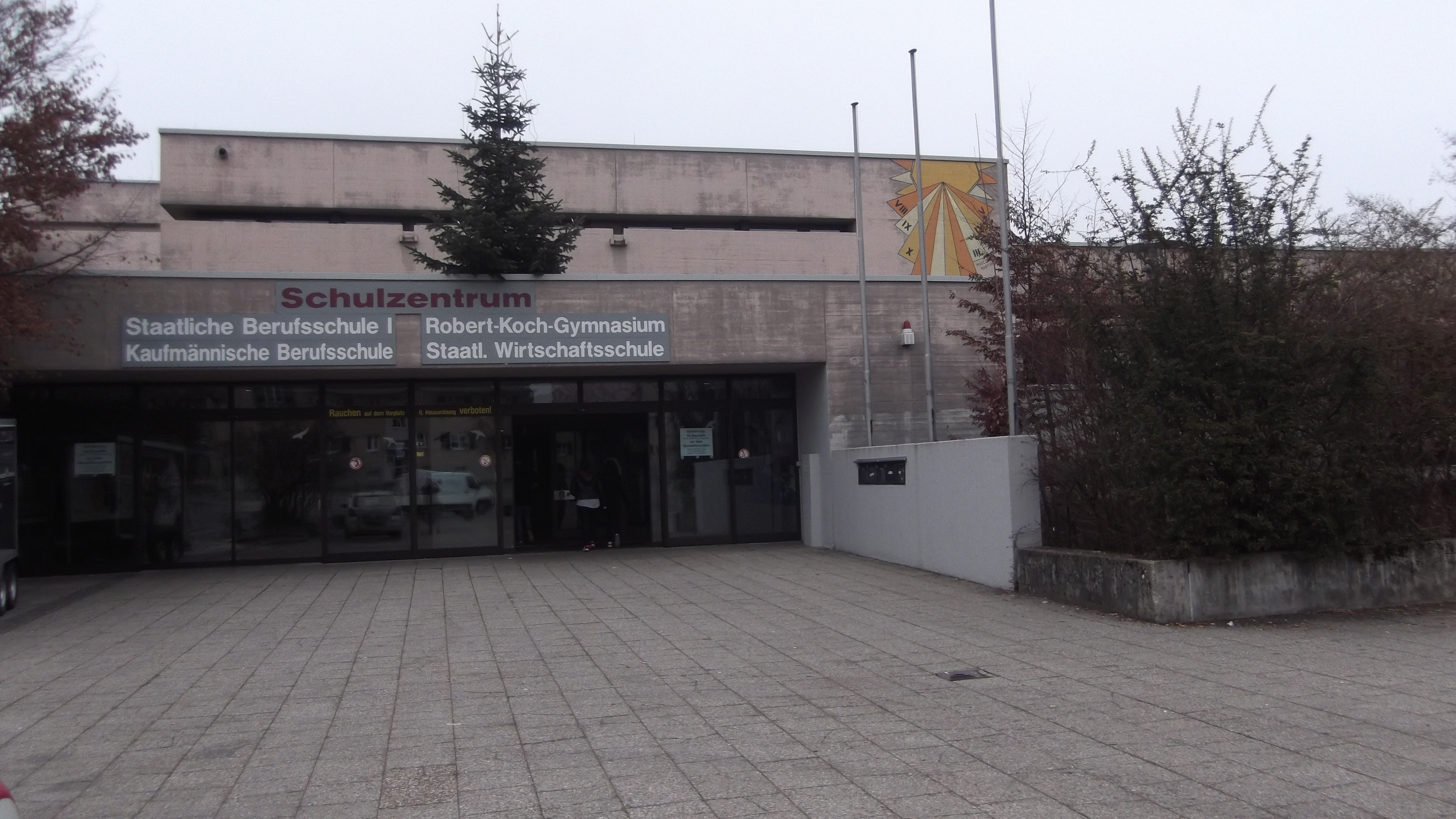
Eingang in das Deggendorfer Schulzentrum, mit ehemaligem Robert-Koch-Gymnasium rechter Hand (1970–2017)

Von 2015 bis 2017 wurde vom Landkreis Deggendorf ein den aktuellen und zukünftigen Bedürfnissen entsprechendes Schulgebäude am jetzigen Standort errichtet. Dieser Neubau entstand auf einem erweiterten Gelände des bisherigen Schulzentrums, jedoch getrennt von den bisherigen Gebäuden.
Bis 2012 wurde über längere Zeit der Standort des Gymnasiums in Frage gestellt. Eine Verlagerung des Gymnasiums nach Plattling oder in die Stadtteile Deggendorfs rechts der Donau wurde dabei ausführlich diskutiert. Der Kreistag Deggendorf beschloss, auch gestärkt durch die Einschätzung des bayerischen Kultusministeriums, das Gymnasium an seinem bisherigen Standort zu belassen und anstelle einer Generalsanierung einen Neubau vorzunehmen.
In den Pfingstferien fand der Komplettumzug in das neue Schulgebäude statt, der am 19. Juni 2017 in der Schulfamilie gefeiert wurde.
Der Neubau kostete insgesamt 21,39 Millionen Euro, davon übernahm der Freistaat Bayern 11,2 Millionen Euro. Die Einweihungsfeier fand am 26. Juli 2017 im Beisein vieler Ehrengäste (unter anderem den Gastrednern MdL Bernd Sibler, Landrat Christian Bernreiter, Oberbürgermeister Christian Moser und Kabarettist Django Asül) statt.

## Ehemalige Schüler
- Django Asül, Kabarettist
- Christian Bernreiter, 2002 bis 2020 Landrat in Deggendorf, seitdem bayerischer Staatsminister für Wohnen, Bau und Verkehr
- Oliver Haidn, Bundestrainer Bogenschießen[27]
- Marion Mirtl, Volleyballspielerin
- Florian Pronold, Bundestagsabgeordneter, Parlamentarischer Staatssekretär und bis 2017 bayerischer SPD-Vorsitzender

## Bekannte Lehrer
- Oliver Haidn, Bundestrainer Bogenschießen
- Heinz-Peter Meidinger, Schulleiter 2003 bis 2020, Präsident des Deutschen Lehrerverbandes 2017 bis 2023
- Bernd Sibler, Landrat, ehem. Mitglied des Landtags, ehem. bayerischer Minister für Minister für Unterricht und Kultus und ehem. bayerischer Minister für Wissenschaft und Kunst